# Det fortabte album
Det Fortabte Album er MC Clemens' første opsamlingsalbum, udgivet i 2008.

## Trackliste
| Nr. | Titel                                             | Længde |
| --- | ------------------------------------------------- | ------ |
| 1.  | "En Flaske To"                                    |        |
| 2.  | "Bare Sig Til"                                    |        |
| 3.  | "Fit For Fight"                                   |        |
| 4.  | "Knyt Sylten"                                     |        |
| 5.  | "It's A Hit (Feat. Tjes Boogie)"                  |        |
| 6.  | "Nu Er Det Ikke Sjov Længere (Feat. Tjes Boogie)" |        |
| 7.  | "Lyriske Uprox"                                   |        |
| 8.  | "Årsag Og Virkning (Feat. Claude & Jazzmin)"      |        |
| 9.  | "Paranoia"                                        |        |
| 10. | "Johnny Rhymer 1 (Feat. Claude)"                  |        |
| 11. | "Barndommens Gade (Feat. Claude)"                 |        |
| 12. | "Jeg Er Ligeglad"                                 |        |
| 13. | "Professionel Bla Bla (Original Version)"         |        |
| 14. | "På Den Igen (Original Version)"                  |        |
| 15. | "To The Mountains"                                |        |